# Mogens Pedersen
 Der er flere personer med dette navn, se Mogens Pedersen (flertydig).
Mogens Pedersen (født 26. maj 1931 i Tuse ved Holbæk, død 23. februar 2022) var en dansk skuespiller, teaterinstruktør og teaterdirektør.
Pedersen gik på Det Kongelige Teaters Elevskole, men blev smidt ud herfra i 1955 og var derfor som skuespiller autodidakt. Han var tilknyttet flere teatre rundt i landet, og kom i 1962 til Aalborg Teater, hvor han var ansat til 1968. Midt i 1960'erne var han med til at etablere Jomfru Ane Teatret og blev efter tiden i Aalborg instruktør og skuespiller på Gladsaxe Teater frem til 1971. Dernæst fulgte en periode på Folketeatret. Mogens Pedersen blev i 1974 instruktør, bl.a. på Det Kongelige Teater 1980-1985. 
Fra 1985 til 1994 var han direktør for Aalborg Teater. Senere havde han instruktøropgaver ved Privat Teatret, Grønnegårds Teatret, Vendsyssel Teater og Det ny Teater. Han var også tilknyttet Statens Teaterskole som underviser og konsulent. Han var Ridder af 1. grad af Dannebrogordenen.
Han var gift med skuespiller Bodil Sangill.

## Udvalgt filmografi
- Styrmand Karlsen (1958)
- Efter (1965)
- Woyzeck (1968)
- Familien Gyldenkål sprænger banken (1976)
- Ved stillebækken (tv-serie, 1999)
- Drabet (2005)
- Fri os fra det onde (2009)